# اسعد شیخ‌الاسلامی
سید اسعد شیخ‌الاسلامی (۱۳۱۱ در سنندج - ۱۳۹۸ در تهران) ملقب به پروفسور شیخ‌الاسلامی نویسنده، محقق کُرد، استاد دانشگاه و مؤسس رشته فقه شافعی در دانشگاه تهران و طراح و بانی آزمون تعیین سطح علمی روحانیون اهل سنت بود.

## زندگی
وی تحصیلات ابتدایی و متوسطه را در سنندج به پایان رساند و برای ادامه تحصیل به تهران آمده و در دانشکده ادبیات و علوم انسانی ثبت نام کرده و به اخذ درجه لیسانس در رشته زبان و ادبیات فارسی نائل شد. در خلال همین ایام نزد پدر خود حاج سید محمد شیخ الاسلام کردستان به کسب علوم و معارف رایج در آن زمان پرداخت و به دریافت گواهی افتاء و تدریس از عالم فاضل مرحوم ملا محمود مفتی کردستان و مرحوم پدرشان نائل شد. در سال ۱۳۳۶ وارد دانشکده الهیات و معارف اسلامی شد و پس از دریافت درجه کارشناسی و موفقیت در کنکور مقطع دکتری در سال ۱۳۴۴ شمسی به اخذ درجه دکتری در رشته منقول سابق (فقه و مبانی حقوق اسلامی فعلی) کسب کرد.

## تجلیل
از وی به عنوان یکی از مشاهیر کرد در تیر ماه ۱۳۹۸ در کنگره جهانی مشاهیر کرد تجلیل و تقدیر شد. به وی نشان نشان شهروند طلایی اعطا شد.
به پاس خدمات ارزشمند ایشان مراسم تکریمی به همت بنیاد نخبگان استان کردستان و با همکاری دانشگاه کردستان و داشنگاه تهران در سال ۱۳۹۷ با حضور جمعی از اساتید برجسته علوم قرآنی، دانشجویان و مستعدین برتر برای ایشان برگزار شد.

## مرگ
سید اسعد شیخ‌الاسلامی روز چهارشنبه ۱۱ دی ماه ۱۳۹۸ در سن ۸۹ سالگی در تهران دار فانی را وداع گفت.